# Рекоаро Миле (Виченца)
Рекоаро Миле је насеље у Италији у округу Виченца, региону Венето.
Према процени из 2011. у насељу је живело 11 становника. Насеље се налази на надморској висини од 1008 м.